# Frente de Arte Ucraniano
«Frente de Arte Ucraniano» (FAU acrónimo en español y UAF acrónimo en ingles) (ucraniano: Український мистецький фронт): Se lanzó en marzo de 2022 en Leópolis para recaudar fondos para las Fuerzas Armadas de Ucrania. El proyecto fue creado e implementado por Serhiy Fedorchuk, músico ucraniano y organizador de eventos musicales, y Olga Chertkova, propietaria de la agencia de comunicación Top Media Communication, con sede en Kiev.
Los fondos recaudados se transfieren a la cuenta de la ONG Asociación Internacional de Artistas, luego la Fundación Caritativa Internacional "Patriot" los utiliza para las necesidades de un regimiento independiente de propósito especial de la Guardia Nacional de Ucrania "Azov".

## #Descansonización
Descansonización: el primer proyecto del Frente de Arte Ucraniano, es una serie de conciertos en la calle, en clubes y en línea de músicos ucranianos en Leópolis. Hasta el 11 de abril de 2022, se habían realizado 18 actuaciones de músicos ucranianos de estilos de música clásica y electrónica, jazz, rock y blues.
El 18 de marzo de 2022 tuvo lugar un concierto de jazz de 40 minutos entre una multitud de refugiados en la principal estación de tren de Leópolis. Al concierto asistieron los músicos: trompeta - Denis Adu (Krivói Rog), piano - Kostiantyn Kravchuk (Vínnitsa), saxofón - David Kolpakov (Odesa), trombón - Andriy Arnautov (Leópolis), contrabajo - Serhiy Fedorchuk (Leópolis), batería - Markiyan Krysa (Kiev).
El 27 de marzo de 2022, el músico Sasha Chemerov, fundador de la banda de rock californiana The Gitas y de la banda de rock ucraniana Dymna Mix, actuaron en la plaza Rynok. A este concierto también asistieron: el líder del grupo O.Torvald de Poltava, Zhenya Galich, que esta vez tocó el bajo; el guitarrista de Kiev, Mykola Tskhovrebashvili, el guitarrista de Leópolis, Taras Kushniruk y la percusionista de Lviv, Dania Bilous.
El 7 de abril de 2022, Krut, un proyecto de la música Marina Krut, fue transmitido en línea desde el refugio antiaéreo de Leópolis y el 8 de abril desde el LV Café Jazz Club en el marco de la UMF de Jmelnitski. Marina tocó por primera vez canciones de un álbum inédito. Con ella subieron al escenario músicos de diferentes ciudades del país: Andriy Yuzkevych - percusión (Ternopil), Mykola Honcharenko - guitarra (Járkov), Denis Adu - trompeta, veleta (Krivói Rog), Serhiy Fedorchuk - contrabajo (Leópolis) .
10 de abril de 2022 En Leópolis, el club de jazz LV CAFE organizó un concierto acústico benéfico "Soy de Ucrania" del líder de MARY, Victor Vynnyk, en apoyo al ejército ucraniano. Junto con Viktor Vynnyk actuaron: Yakiv Tsvetinskyi - trompeta (Dnipró), Taras Kushniruk - guitarra (Leópolis), Markiyan Krysa - batería (Kiev), Serhiy Fedorchuk - contrabajo (Leópolis).